# Hong Kong britànic
El Hong Kong britànic va ser la ciutat i regió de Hong Kong quan va ser governada com a colònia i Territori Britànic d'Ultramar del Regne Unit. Hong Kong va restar sota control britànic des del 1841 i fou ocupada breument pel Japó des del 1941 al 1945 abans de rendir el territori de nou a les forces britàniques, reprenent el domini britànic entre 1945 i 1997. El període colonial va començar amb l'ocupació de l'illa de Hong Kong el 1841 durant la Primera Guerra de l'Opi. L'illa va ser cedida per la dinastia Qing després de la guerra el 1842 i establerta com a colònia de la corona el 1843. La colònia es va expandir fins a la península de Kowloon el 1860 després de la Segona Guerra de l'Opi i es va estendre encara més quan la Gran Bretanya va obtenir un arrendament de 99 anys dels Nous Territoris el 1898.
Tot i que l'illa de Hong Kong i Kowloon van ser cedides a perpetuïtat, l'àrea arrendada comprenia el 92 per cent del territori i Gran Bretanya considerava que no hi havia una manera viable de dividir l'actual colònia única, mentre que el Partit Comunista Xinès no consideraria prorrogar el contracte d'arrendament a l'administració britànica a partir de llavors. Gran Bretanya va acabar acordant la transferència de tota la colònia a la Xina quan va expirar aquest contracte d'arrendament el 1997 després d'obtenir garanties per preservar els seus sistemes, llibertats i forma de vida durant almenys 50 anys.

## Per a més informació
- Carroll, John M (2007). A Concise History of Hong Kong. Plymouth: Rowman & Littlefield. ISBN 978-0-7425-3422-3.
- Clayton, Adam (2003). Hong Kong Since 1945: An Economic and Social History.
- Endacott, G. B. (1964). An Eastern Entrepot: A Collection of Documents Illustrating the History of Hong Kong. Her Majesty's Stationery Office. p. 293. ASIN B0007J07G6. OCLC 632495979.
- Lui, Adam Yuen-chung (1990). Forts and Pirates – A History of Hong Kong. Hong Kong History Society. p. 114. ISBN 962-7489-01-8.
- Liu, Shuyong; Wang, Wenjiong; Chang, Mingyu (1997). An Outline History of Hong Kong. Foreign Languages Press. p. 291. ISBN 978-7-119-01946-8.
- Ngo, Tak-Wing (1999). Hong Kong's History: State and Society Under Colonial Rule. Routledge. p. 205. ISBN 978-0-415-20868-0.
- Welsh, Frank (1993). A Borrowed Place: The History of Hong Kong. Kodansha International. p. 624. ISBN 978-1-56836-002-7.